# 尼揚奇內
49°45′43″N 38°42′29″E / 49.76194°N 38.70806°E
尼揚奇內（烏克蘭語：Няньчине）是位於烏克蘭東部的村莊，由盧甘斯克州斯瓦托韋區的洛茲諾-亞歷山德里夫卡市鎮負責管轄。該村始建於1947年，面積0.78平方公里，海拔高度177米，2001年人口198，人口密度每平方公里253.9人。
2024年9月19日，乌克兰最高拉达将此村乌克兰语名改为。